# Amaranthus californicus
Amaranthus californicus là loài thực vật có hoa thuộc họ Dền, thường được gọi là rau dền California. Loài này được (Moq.) S.Watson mô tả khoa học đầu tiên năm 1880. Nó là glabrous đơn tính hàng năm có nguồn gốc hầu hết từ miền tây Hoa Kỳ và Canada. Cây dài từ 10 đến 50 cm (3,9 đến 19,7 in). Nó được tìm thấy ở những căn hộ ẩm ướt hoặc gần các vùng nước và nở hoa từ mùa hè đến mùa thu.